# Paul Durin
Paul Durin (Maubeuge, 3 gennaio 1890 – Maubeuge, 24 maggio 1953) è stato un ginnasta francese.

## Palmarès

### Olimpiadi
- 1 medaglia:
  - 1 bronzo (Anversa 1920 nel concorso a squadre)